# Peter Lenz (Musiker)
Peter Lenz (* 1987) ist ein österreichischer Jazz-Schlagzeuger, Bandleader und Komponist.

## Künstlerisches Wirken
Lenz wuchs in Straden in der Südoststeiermark auf; im Alter von neun Jahren begann er Schlagzeug zu spielen. Sein Lehrer Karlheinz Miklin weckte in ihm das Interesse für den Jazz. Er studierte an der Kunstuniversität Graz bei Howard Curtis. Nach dem Studienabschluss 2011 lebte er in Rotterdam; 2012 legte er mit seiner Band Silent Flow das Album It Is But It’s Not (Unit Records) vor, an dem Adrian Kleinlosen (Posaune), Raphael Meinhart  (Vibraphon), Manfred Temmel (Gitarre) und Lukas Raumberger (Kontrabass) mitwirkten. 2013 ging er nach New York, setzte seine Studien mit einem Fulbright-Stipendium fort und studierte im Master-Programm an der Manhattan School of Music Schlagzeug und Komposition bei John Riley, Jim McNeely und Mike Holober. Gegenwärtig (Stand 2016) leitet er die Formation Lithium (mit dem Saxophonisten und Klarinettisten Chris Speed, Reinier Baas an der Gitarre und Stefan Lievestro am Bass), für die er auch komponiert.